# Territorija (film fra 2015)
Territorija (russisk: Территория) er en russisk spillefilm fra 2015 af Aleksandr Melnik.

## Medvirkende
- Konstantin Lavronenko som Ilja Tjinkov
- Grigorij Dobrygin som Sergej Baklakov
- Jegor Berojev som Vladimir Mongolov
- Ksenija Kutepova som Sergusjova
- Jevgenij Tsyganov som Andrej Gurin